# Estação Várzea Nova
A Estação Várzea Nova é uma das estações do Sistema de Trens Urbanos de João Pessoa. Situa-se no distrito homônimo do município de Santa Rita, estado brasileiro da Paraíba, entre a Estação Santa Rita e a Estação Bayeux.
Foi inaugurada em 28 de dezembro de 1883 na rua Coronel Mendes Ribeiro e atende à região central da localidade.